# 4390 Madreteresa
4390 Madreteresa eller 1976 GO8 är en asteroid i huvudbältet som upptäcktes den 5 april 1976 av Félix Aguilar-observatoriet. Den är uppkallad efter Moder Teresa.
Asteroiden har en diameter på ungefär 10 kilometer.